# スペイン一家監禁事件
『スペイン一家監禁事件』（スペインいっかかんきんじけん、原題: Secuestrados）は、2010年のスペインのホラー映画。

## キャスト
| 役名     | 俳優                   | 日本語吹替 |
| -------- | ---------------------- | ---------- |
| ハイメ   | フェルナンド・カヨ     | 中村浩太郎 |
| イサ     | マヌエラ・ベイェス     | うえだ星子 |
| マルタ   | アナ・ワヘネル         | 宮崎智栄子 |
| 若い強盗 | ギレルモ・バリエントス |            |

- その他の日本語吹き替え：相沢まさき／佳月大人／逢笠恵祐／青木強／かぬか光明／石田嘉代／後藤光祐